# Nico Schulz
Nico Schulz (Berlin, 1993. április 1. –) német válogatott labdarúgó, az Ankaragücü játékosa.

## Pályafutása

### Klubcsapatban
Schulz a BSC Rehberge Berlinben játszott 2000-ig, amikor a Hertha BSC játékosa lett. Berlinben annyira jól teljesített, hogy felfigyeltek rá a Liverpool megfigyelői is, de ő elutasította ajánlatukat.
A következő években a legjobb ifjúsági csapatban játszott, a 2009–10-es szezonban eljutottak az ifjúsági kupa döntőjéig, de ott 1–2 arányban felülmúlta őket az 1899 Hoffenheim.

Első herthás gólját 2013. március 30-án a VfL Bochum ellen lőtte.
2015. augusztus 18-án négy évre aláírt a Borussia Mönchengladbach csapatához.
2017 júliusában a TSG Hoffenheim igazolta le.
2019 májusában a Borussia Dortmund hivatalos oldalán közölte, hogy szerződtette Schulzot . Sajtóhírek szerint 27 millió eurót fizettek érte.
2024. szeptember 13-án több mint egy év után talált csapatott, miután kétéves szerződést írt a török Ankaragücü csapatával.

### A válogatottban
Érdekesség, hogy Schulzot olyan német kiválóságok is edzették válogatott pályafutása során, mint Horst Hrubesch vagy Christian Ziege. Legelőször az U16-os nemzeti csapatban játszott. 16 évesen az U17-es, 17 évesen az U18-as, 18 évesen az U19-es, 20 évesen az U21-es válogatottban mutatkozott be. Válogatott szinten először a lengyel U15-ös csapat ellen lépett pályára. Az U19-eseknél 11 mérkőzésen 4 gólt szerzett.
2018. szeptember 9-én góllal mutatkozott be a felnőtt válogatott színeiben a perui labdarúgó-válogatott ellen 2–1-re megnyert felkészülési mérkőzésen. A 85. percben egy perui védelmi hiba után 16 méterről a bal alsóba lőtt, ezzel kialakította a végeredményt.

## Statisztika

### Válogatott
| Németország | Németország     | Németország |
| Év          | Pályára lépések | Gólok       |
| ----------- | --------------- | ----------- |
| 2018        | 4               | 1           |
| 2019        | 2               | 1           |
| Összesen    | 6               | 2           |

### Válogatott góljai
| # | Dátum               | Helyszín                                   | Ellenfél  | Gólja | Végeredmény | Kiírás                                       |
| - | ------------------- | ------------------------------------------ | --------- | ----- | ----------- | -------------------------------------------- |
| 1 | 2018. szeptember 9. | Rhein-Neckar-Arena, Sinsheim, Németország  | Peru      | 2–1   | 2–1         | Barátságos mérkőzés                          |
| 2 | 2019. március 24.   | Johan Cruijff Arena, Amszterdam, Hollandia | Hollandia | 3–2   | 3–2         | 2020-as labdarúgó-Európa-bajnokság-selejtező |

## Sikerei, díjai
- Hertha BSC
  - Bundesliga 2: 2010–11